# نیکولای یودنیچ
نیکولای یودنیچ (انگلیسی: Nikolai Yudenich; ۳۰ ژوئیهٔ ۱۸۶۲ – ۵ اکتبر ۱۹۳۳) ژنرال نیروی زمینی امپراتوری روسیه بود، که در طول جنگ جهانی اول به‌عنوان فرمانده ارتش امپراتوری روسیه فعالیت می‌کرد. او در طول جنگ داخلی روسیه، رهبر جنبش سفید؛ جنبش ضد کمونیستی سفیدپوستان در شمال غربی روسیه بود.
وی در فتح آسیای میانه توسط روسیه، جنگ روسیه و ژاپن، مداخله امپراتوری روسیه در انقلاب مشروطه ایران، جنگ جهانی اول، جنگ داخلی روسیه و جنگ استقلال استونی حضور داشت.